# هايبر لوب
هايبر لوب مسلسل كوميدي سعودي عُرضَ في رمضان 1440 هـ/2019.

## قصة المسلسل
كوميديا ساخرة تناقش تغيرات الاقتصادية والعادات الاجتماعية التي طرأت على المجتمع تتنوع فيها الأماكن والأزمنة

## الممثلون المشاركون
- أسعد الزهراني
- حبيب الحبيب
- عبد المحسن الشمري
- هيا الشعيبي
- ميس كمر
- بشير غنيم
- خالد العجيرب
- فيصل بوغازي
- مشاركة للمذيعة مها عبد الله

وغيرهم من الممثلين

## قنوات البث
تم بثه على قناة MBC1